# Bombardement de l'école Khadija
 (juillet 2024).
 (avril 2025).
Une frappe israélienne sur l’école Khadija à Deir-el-Balah eut lieu le 27 juillet 2024, durant l’invasion de la bande de Gaza, tuant 30 personnes.